# بیانکا ساندو
بیانکا ساندو (انگلیسی: Bianca Sandu؛ زادهٔ ۲۲ آوریل ۱۹۹۲) بازیکن فوتبال اهل رومانی است.
وی همچنین در تیم ملی فوتبال Romania بازی کرده‌است.